# Catedral de Winchester
La catedral de Winchester es la iglesia catedral de la iglesia de Inglaterra erigida en Winchester, condado de Hampshire. Es una de las mayores catedrales de Inglaterra y uno de los mejores ejemplos del gótico perpendicular.
Posee la nave más larga y, en conjunto, la mayor longitud de todas las catedrales góticas europeas. Está consagrada a la santísima Trinidad, San Pedro, San Pablo y San Swithun. Es la sede del obispo de Winchester y el centro de la diócesis de Winchester.

## Historia

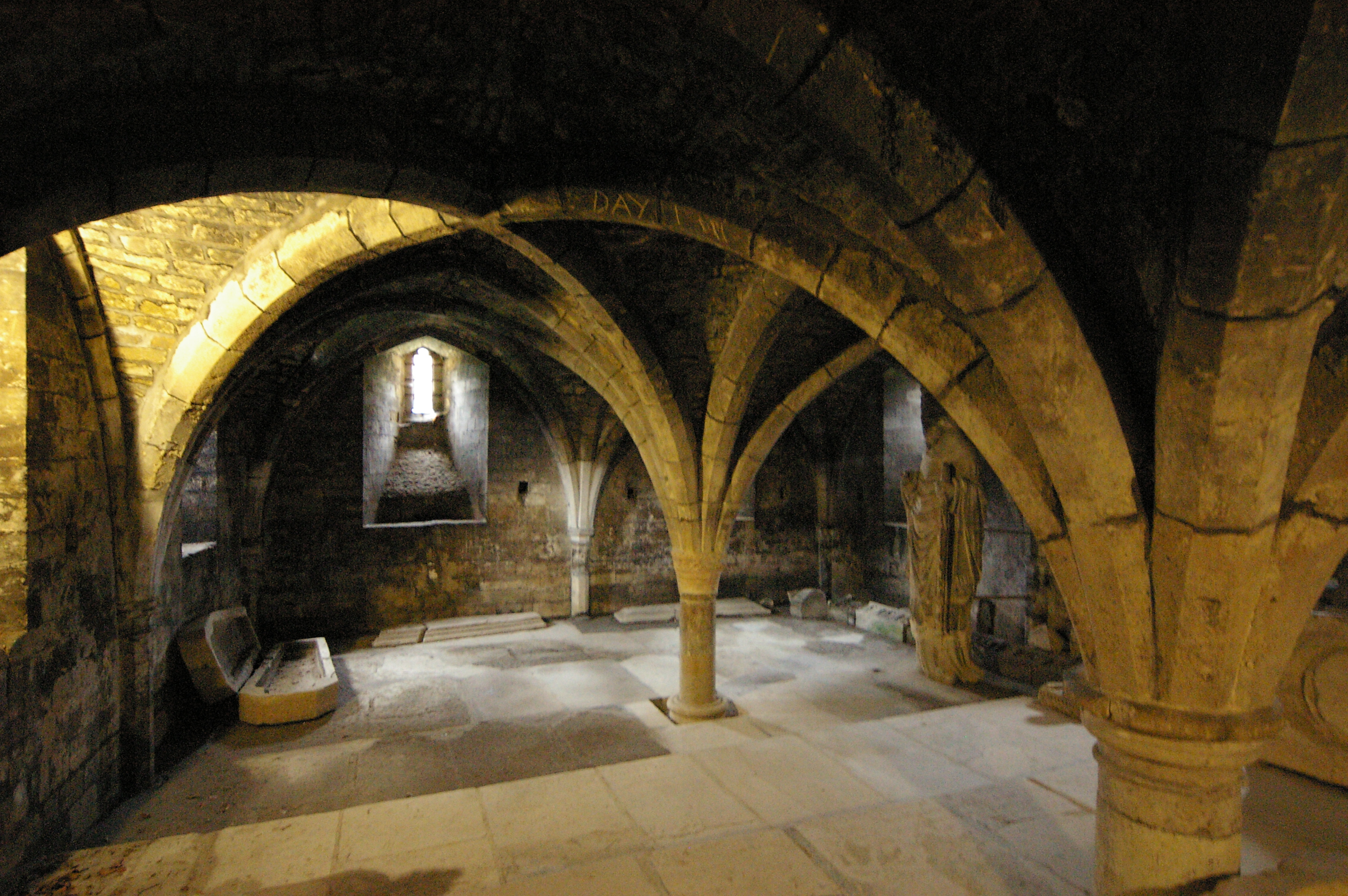
Cripta.

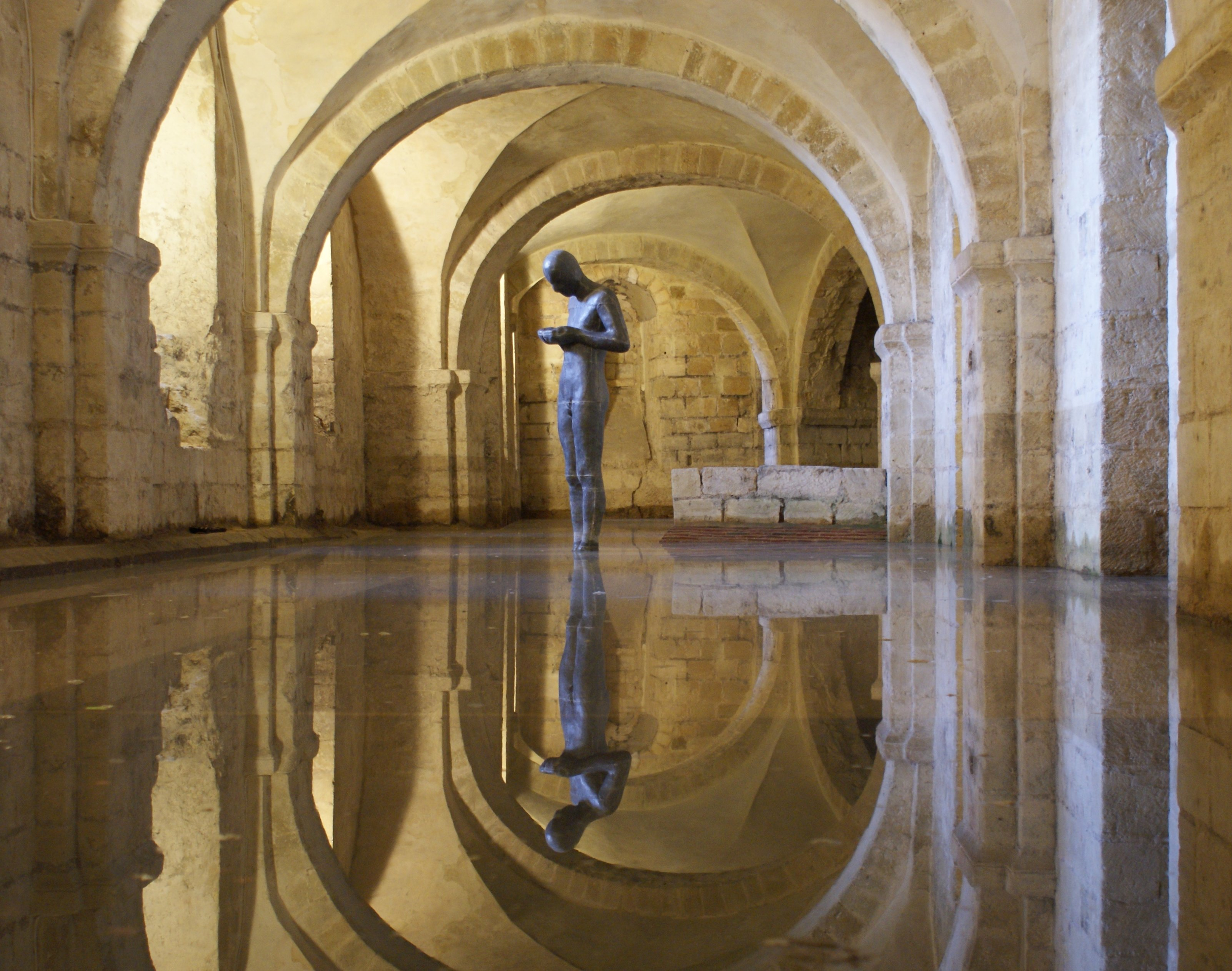
Sound II, estatua de Antony Gormley en la cripta inundada

La catedral comenzó a construirse en 1079 bajo el mandato del obispo Walkelin y el 8 de abril de 1093, en presencia de casi todos los obispos y abades de Inglaterra, los monjes se trasladaron desde la antigua iglesia sajona Old Minster a la nueva, "con gran gloria y regocijo" para indicar su terminación.
La parte más antigua del actual edificio es la cripta, que data de aquella época. Guillermo II de Inglaterra (hijo de Guillermo I "el Conquistador") fue enterrado en la catedral el 11 de agosto de 1100, al resultar muerto durante un accidente de caza en el cercano New Forest.
La torre central achaparrada y cuadrada, que posee un innegable aspecto normando, se comenzó en 1202 para reemplazar a la anterior que se había derrumbado, en parte debido al inestable terreno sobre el que está construida la catedral. Los trabajos continuaron durante el siglo XIV, en 1394, la remodelación de la nave normanda comenzó según los diseños del maestro masón William Wynford y prosiguieron durante los siglos XV y XVI, en especial con la construcción de la girola para acomodar a los muchos peregrinos que acudían a la tumba de San Swithun. La institución benedictina, el priorato de San Swithun fue disuelto en 1539. El claustro y la sala capitular fueron demolidos, pero la catedral se mantuvo.
Entre los años 1905 a 1912 se hicieron trabajos de restauración, llevados a cabo por T.G. Jackson, que incluyeron el famoso rescate, el cual evitó que el edificio colapsara por completo. Algunos de los anegados cimientos de los muros este y sur fueron reforzados por un buzo, William Walker, quien los rellenó con más de 25 000 sacos de cemento, 115 000 bloques de hormigón y 900 000 ladrillos. Trabajó durante seis horas al día desde 1906 a 1912 en total oscuridad a una profundidad de más de 6 m lo cual salvó la catedral del derrumbe. Esta labor fue reconocida con la Real Orden Victoriana.

## Acontecimientos
En la catedral tuvieron lugar muchos acontecimientos importantes en la historia del país, destacando:
- 1042: funeral del rey Canuto Hardeknut;
- 1172: coronación de Enrique el Joven y su esposa, la reina Margarita;
- 1194: segunda coronación de Ricardo I de Inglaterra;
- 1403: matrimonio del rey Enrique IV de Inglaterra con Juana de Navarra;
- 1554: matrimonio de la reina María I de Inglaterra con Felipe II de España;
- 1817: funeral y entierro de Jane Austen.[2]

## Particularidades

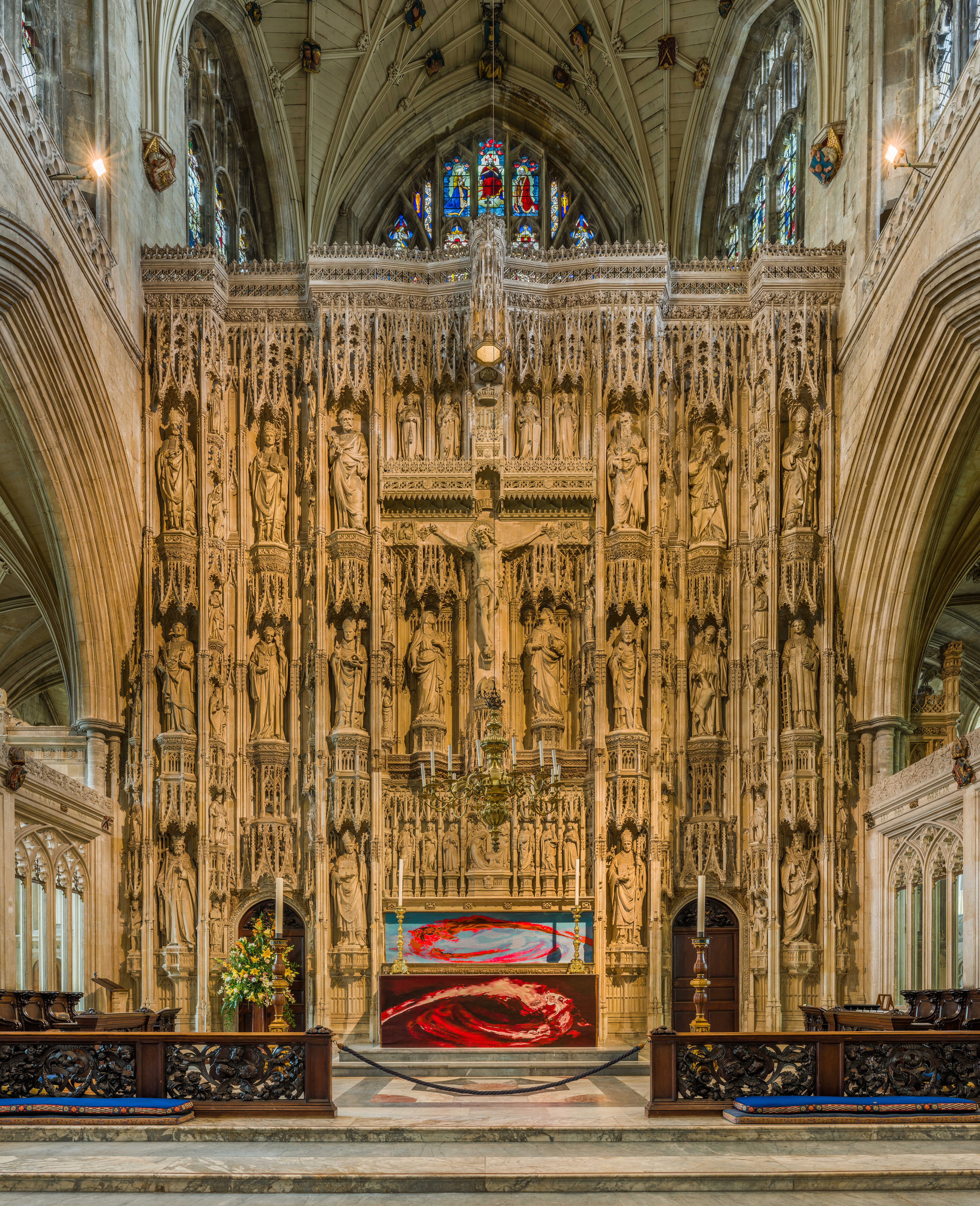
Altar mayor que muestra una pantalla ornamental de piedra del.

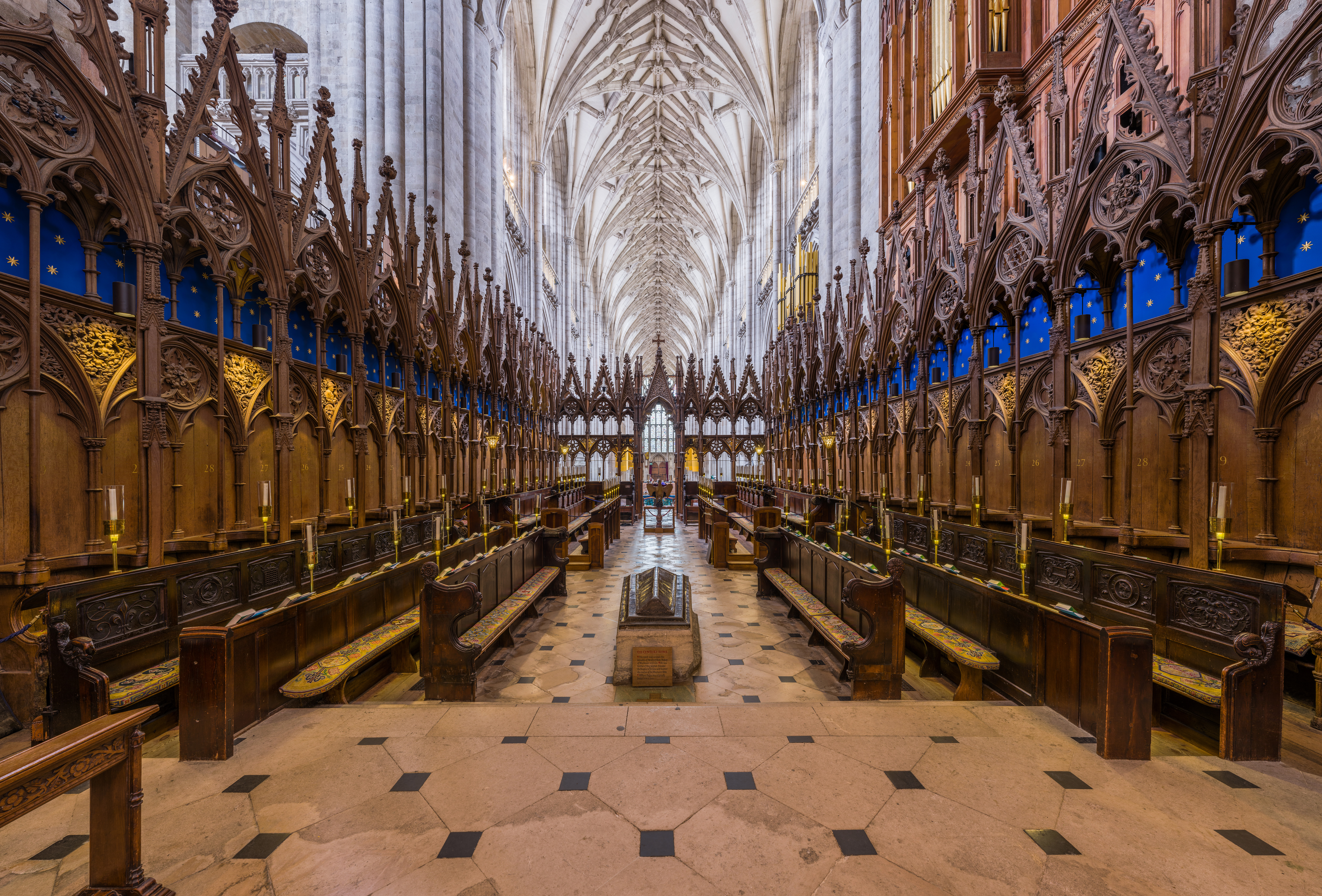
Sillería del coro mirando al oeste

En la actualidad, la catedral atrae muchos turistas como resultado de la relación con Jane Austen, que murió en la ciudad y está enterrada en el transepto norte de la nave. La lápida sepulcral original del siglo XIX dedicó un elogio poco entusiasta a su habilidad como escritora. Muy posteriormente, en una pared cercana, se colocó una lápida más descriptiva mencionando el talento de Austen.
Otro atractivo de la catedral ha sido su uso como escenario de las novelas de ficción de Anthony Trollope sobre la vida clerical durante el siglo XIX, Chronicles of Barsetshire, en las cuales la catedral y su diócesis formaban la ambientación.
En 2005, el edificio fue utilizado como escenario para la película El código da Vinci. A raíz de esto, la catedral albergó debates y proyecciones refutando el libro.
Por añadidura, la catedral es, posiblemente, la única de la que se han escrito canciones. Winchester Cathedral fue un top diez en el Reino Unido y número 1 en Estados Unidos con la banda The New Vaudeville en 1966. También fue la protagonista de la canción "Cathedral" de Crosby, Stills and Nash (and Young), en su álbum de 1977 CSN.
En el transepto sur hay una "Capilla de los pescadores", que es la tumba de Izaac Walton. Walton, que murió en 1683, fue el autor de The Compleat Angler y amigo de John Donne. En el coro se encuentra la campana del barco HMS Iron Duke, buque insignia del almirante John Jellicoe en la batalla de Jutlandia en 1916.
La capilla de la epifanía posee una serie de vitrales prerrafaelitas diseñados por Edward Burne-Jones y fabricados en el taller de William Morris. La decoración foliar por encima y debajo de cada panel es sin lugar a dudas de Morris y al menos una de las figuras tiene una notable semejanza con su esposa, Jane, quien con frecuencia posaba para Dante Gabriel Rossetti y otros miembros de la Hermandad Prerrafaelita.
La cripta, que frecuentemente se inunda, exhibe una estatua de Anthony Gormley, llamada "Sound II" instalada en 1986 y hay también un moderno relicario de san Swithun.
Entre 1992 y 1996 se ubicaron una serie de nueve iconos en la mampara de la girola, la cual protegió durante algún tiempo las reliquias de San Swithun, destruida por Enrique VIII en 1538.
Este iconostasio de la tradición ortodoxa rusa fue creado por Sergei Fedorov (escrito en ocasiones Fyodorov) y consagrado en 1997. Los iconos incluyen las figuras religiosas de San Swithun y San Birinus. Bajo los iconos de la girola se encuentra el "agujero sagrado" por donde, antiguamente, los peregrinos se arrastraban y yacían junto a la tumba de San Swithun. El "vínculo externo" de debajo conecta con las imágenes de cada icono y la girola.
La catedral también posee el único tañido diatónico de catorce campanas del mundo, con un tenor (la campana más pesada) que pesa 36 cwt (o aproximadamente 1,83 toneladas métricas).

## Órgano y organistas

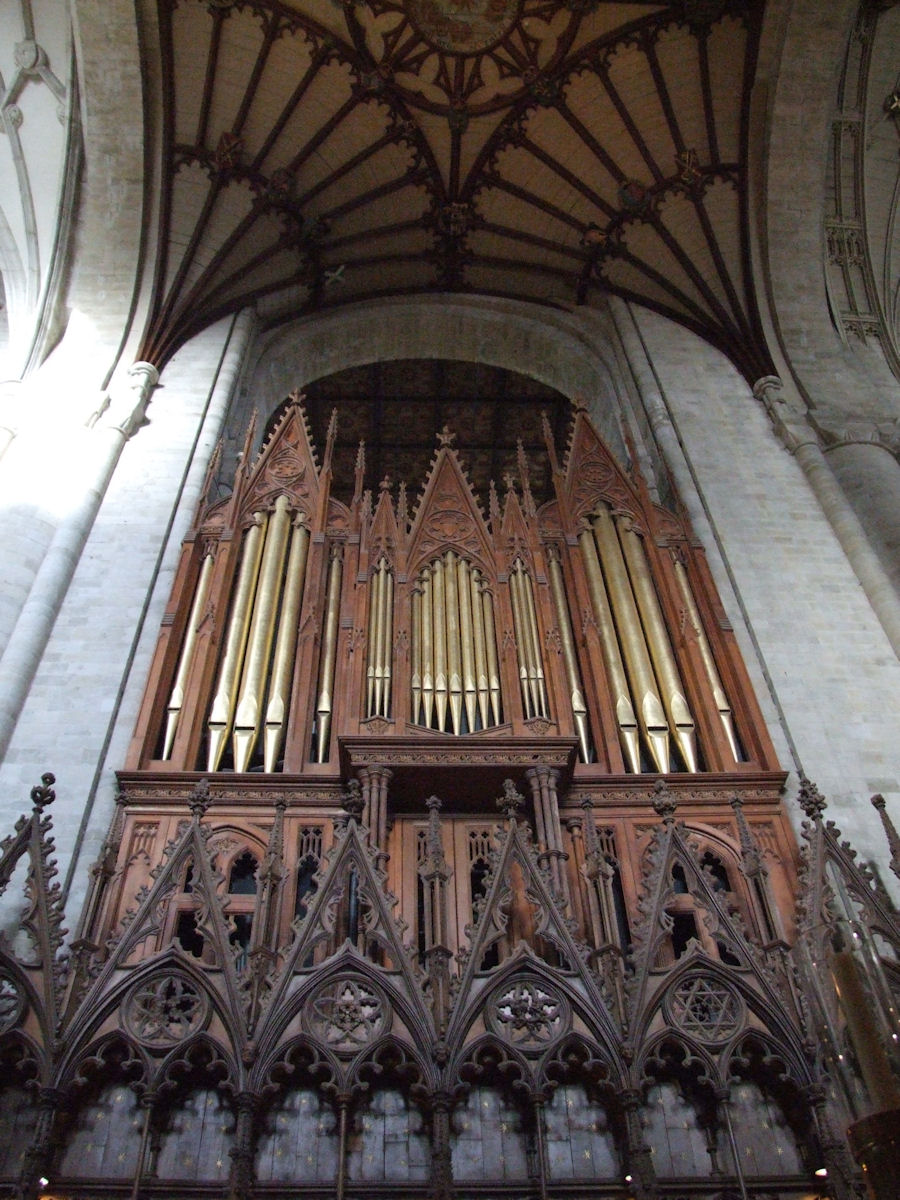
Órgano

### Órgano
Detalles del órgano en la National Pipe Organ Register (enlace roto disponible en Internet Archive; véase el historial, la primera versión y la última). (en inglés)

### Organistas
- 1402 - John Dyes
- 1572 - John Langton
- 1944 - John Holmes
- 1602 - John Lante
- 1615 - George Bath
- 1631 - Thomas Holmes
- 1638 - Christopher Gibbons
- 1661 - John Silver
- 1666 - Randolph Jewitt
- 1675 - John Reading
- 1681 - Daniel Rosingrave
- 1693 - Vaughan Richardson
- 1729 - John Bishop
- 1737 - James Kent
- 1774 - Peter Fusse
- 1802 - George Chard
- 1849 - Samuel Sebastian Wesley
- 1865 - G. B. Arnold
- 1902 - William Prendergast
- 1933 - Harold Rhodes
- 1949 - Alwyn Surplice
- 1972 - Martin Neary
- 1988 - David Hill
- 2002 - Andrew Lumsden

## Tumbas de los antiguos reyes ingleses

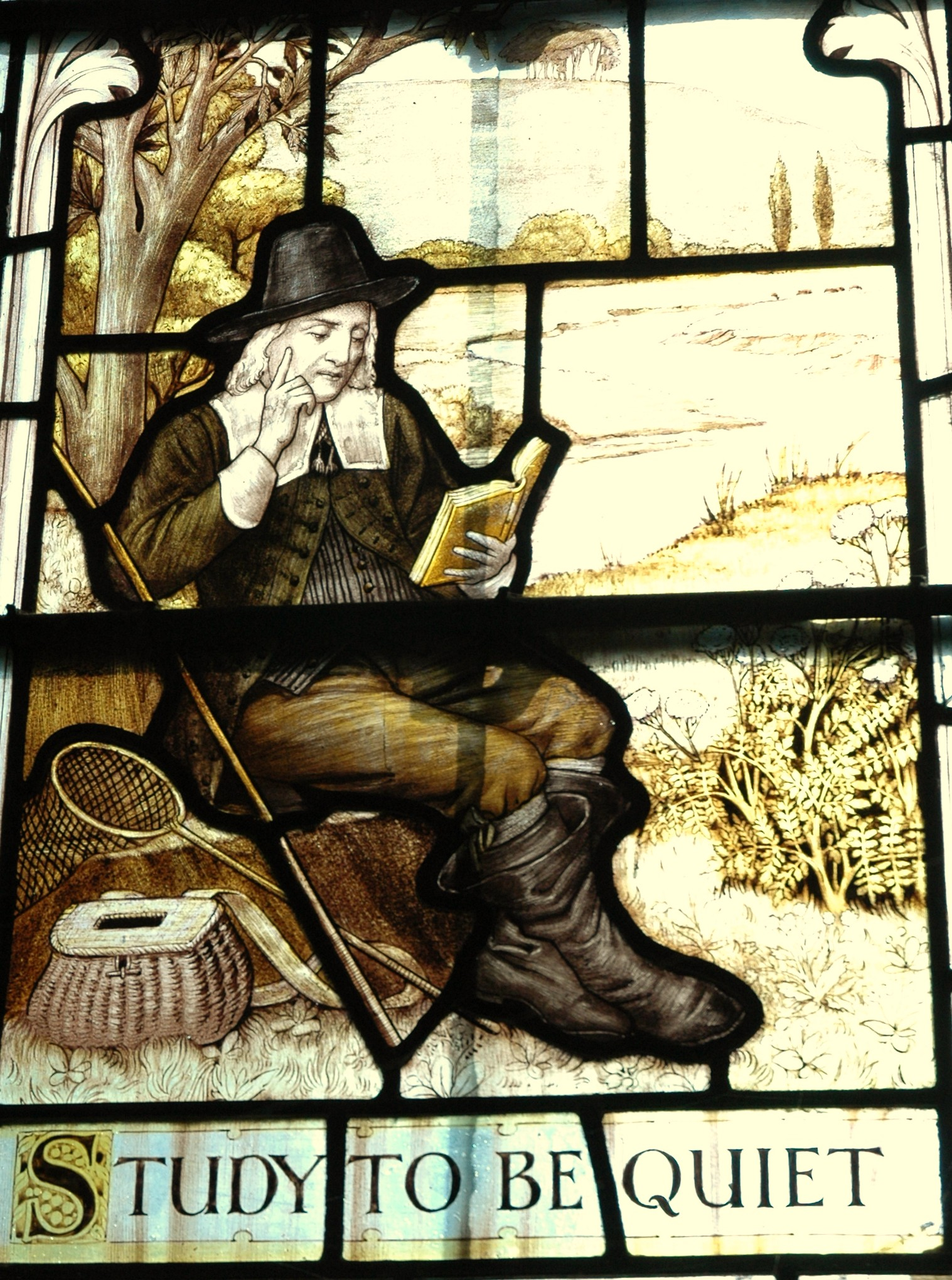
Uno de los vitrales mostrando a Isaac Walton.

En el coro de la catedral se encuentran unas urnas funerarias que contienen los restos de varios reyes de las primitivas dinastías reales de Inglaterra. La identificación de los restos humanos contenidos en estos cofres es imposible porque durante la Guerra Civil del siglo XVII, los soldados del Parlamento profanaron las urnas y esparcieron los huesos por tierra. Con la Restauración de la monarquía, los huesos profanados fueron recogidos y colocados en las actuales urnas mortuorias.
Los mismos deben de pertenecer a los reyes que abajo se detalla:
- Reyes de Wessex:

- Cynegils (611-643)
- Cenwalh (643-672)
- Egberto 775-839 (r. 828-839)
- Ethelwulfo +858
- Alfredo el Grande 849-899

- Reyes de Inglaterra:

- Edred 925-955 (r. 946-955)
- Edwy el Hermoso 940-958 (r. 955-959)  y su esposa Elgiva +970, o Aelfgifu o Aelgiva.

- Reyes de Dinamarca e Inglaterra:

- Canuto c. 995-1035 (r. 1016-1035), y su mujer Emma de Normandía, +1052
- Canuto Hardeknut, 1019-1042.

- Reyes normandos:

- Guillermo II Rufus 1059-1100 (r. 1087-1100)

## Galería de imágenes

Exterior
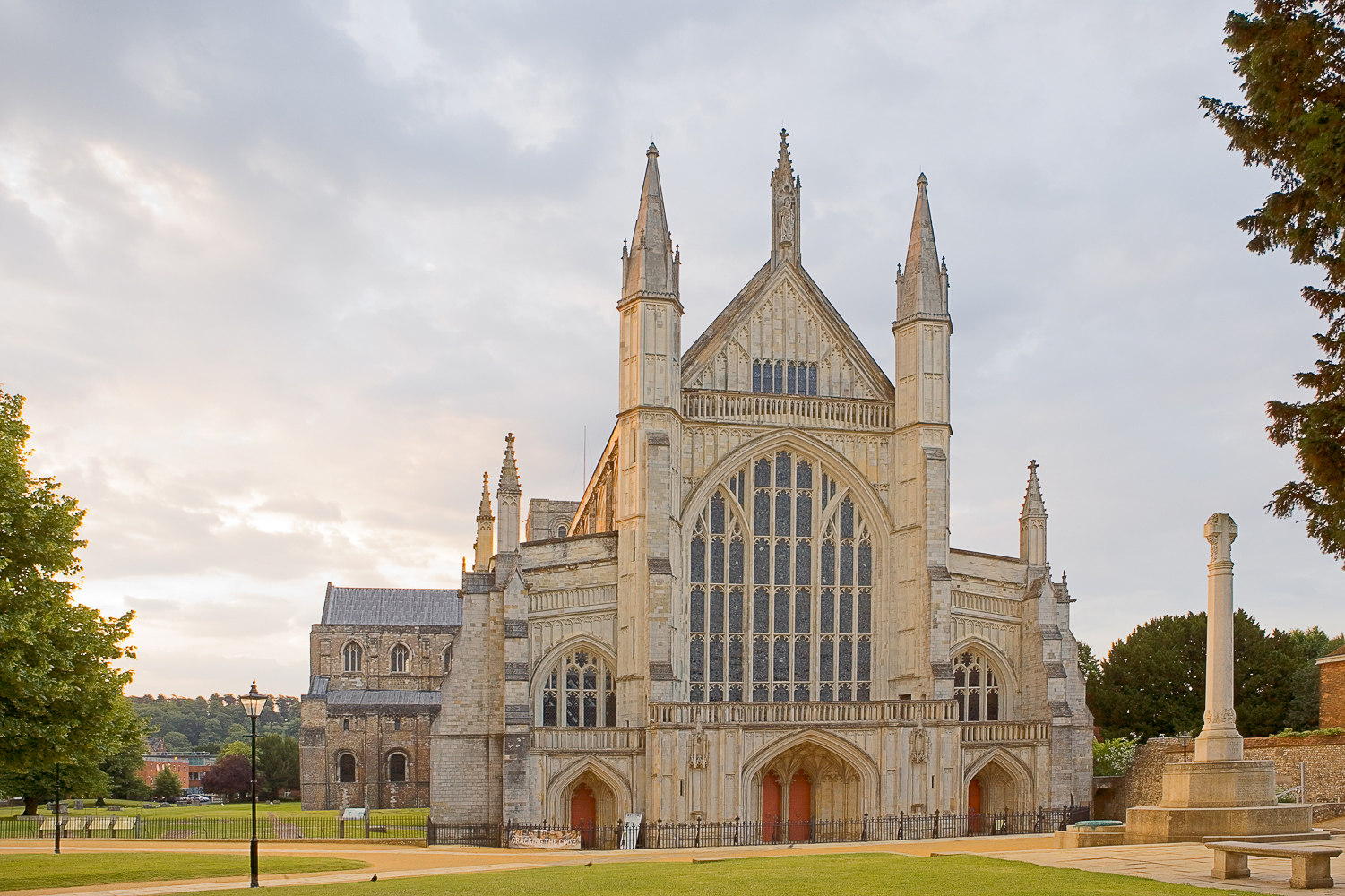
Fachada occidental al amanecer con un memorial de la guerra a la derecha
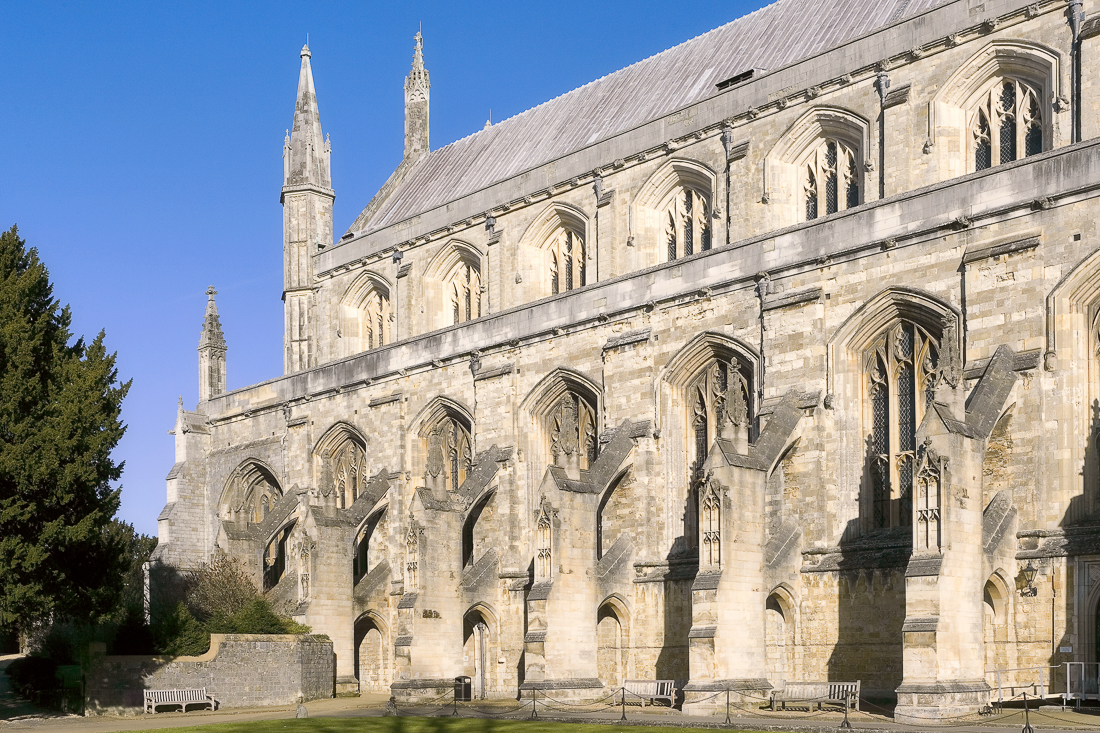
Arbotantes de la catedral
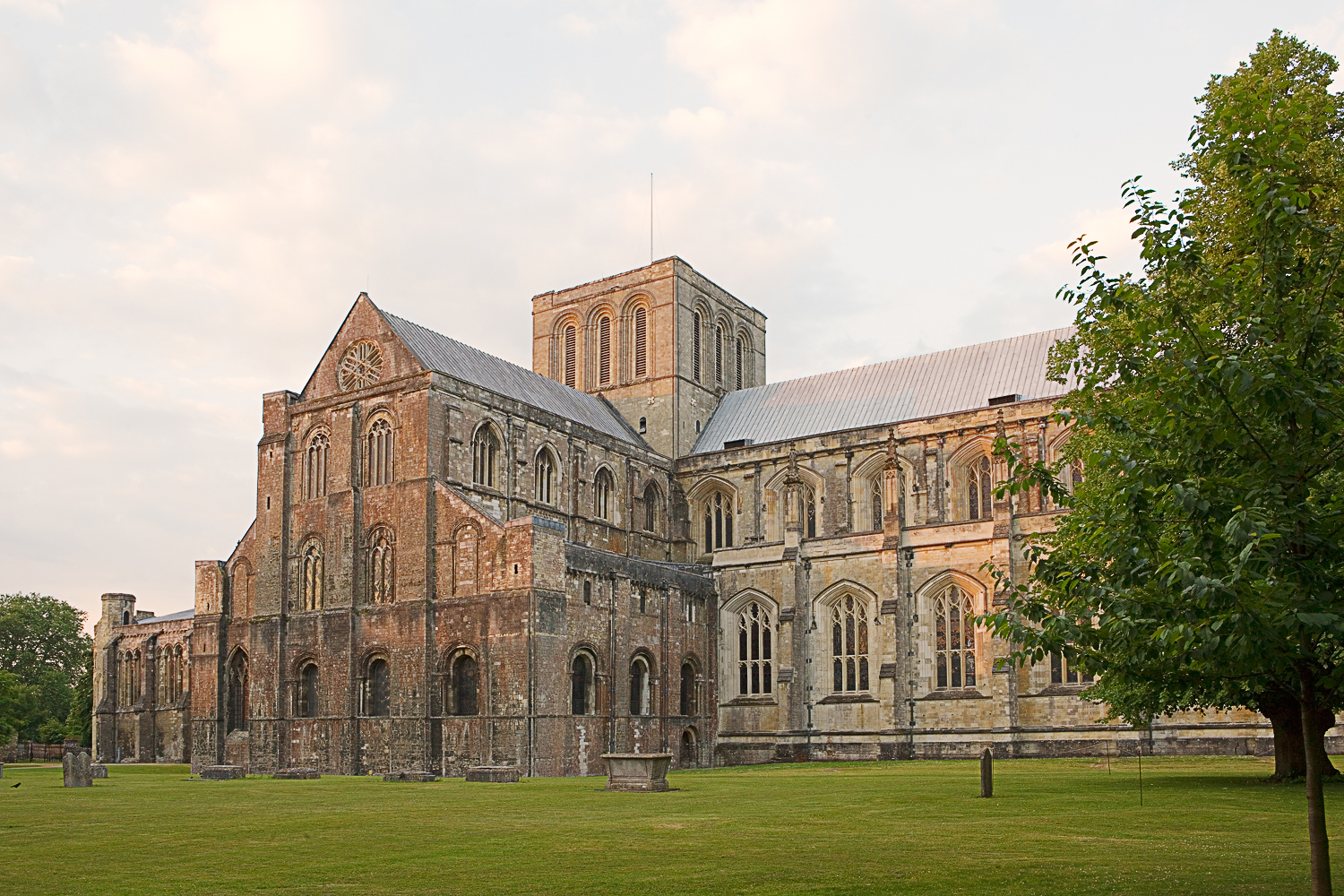
Transepto norte

Interior
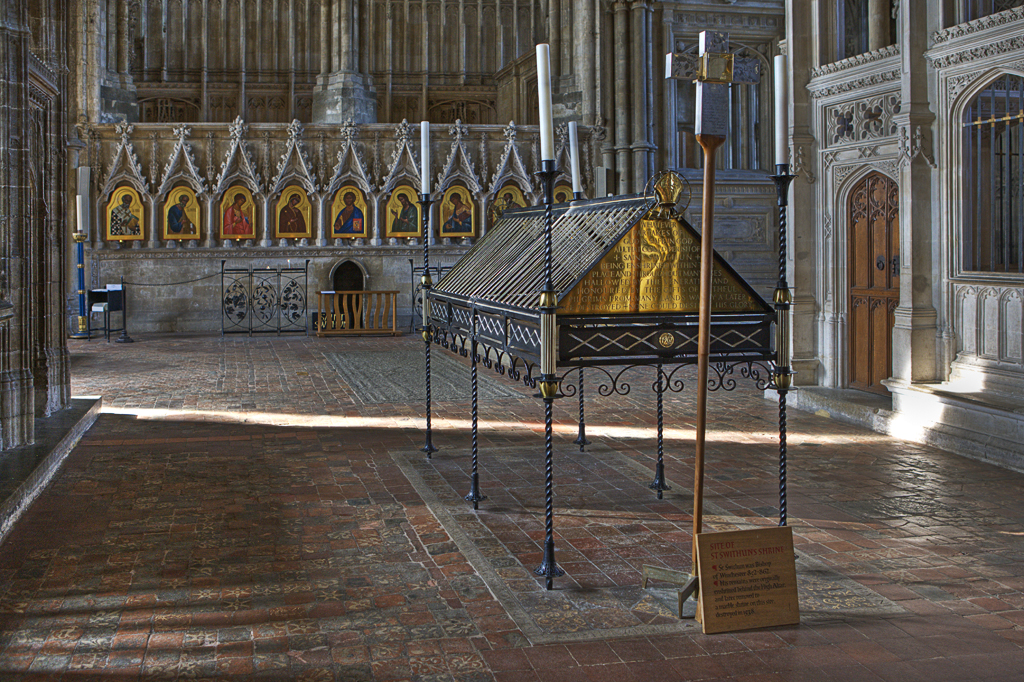
Capilla conmemorativa de San Swithun con el iconostasis de Fyodorov
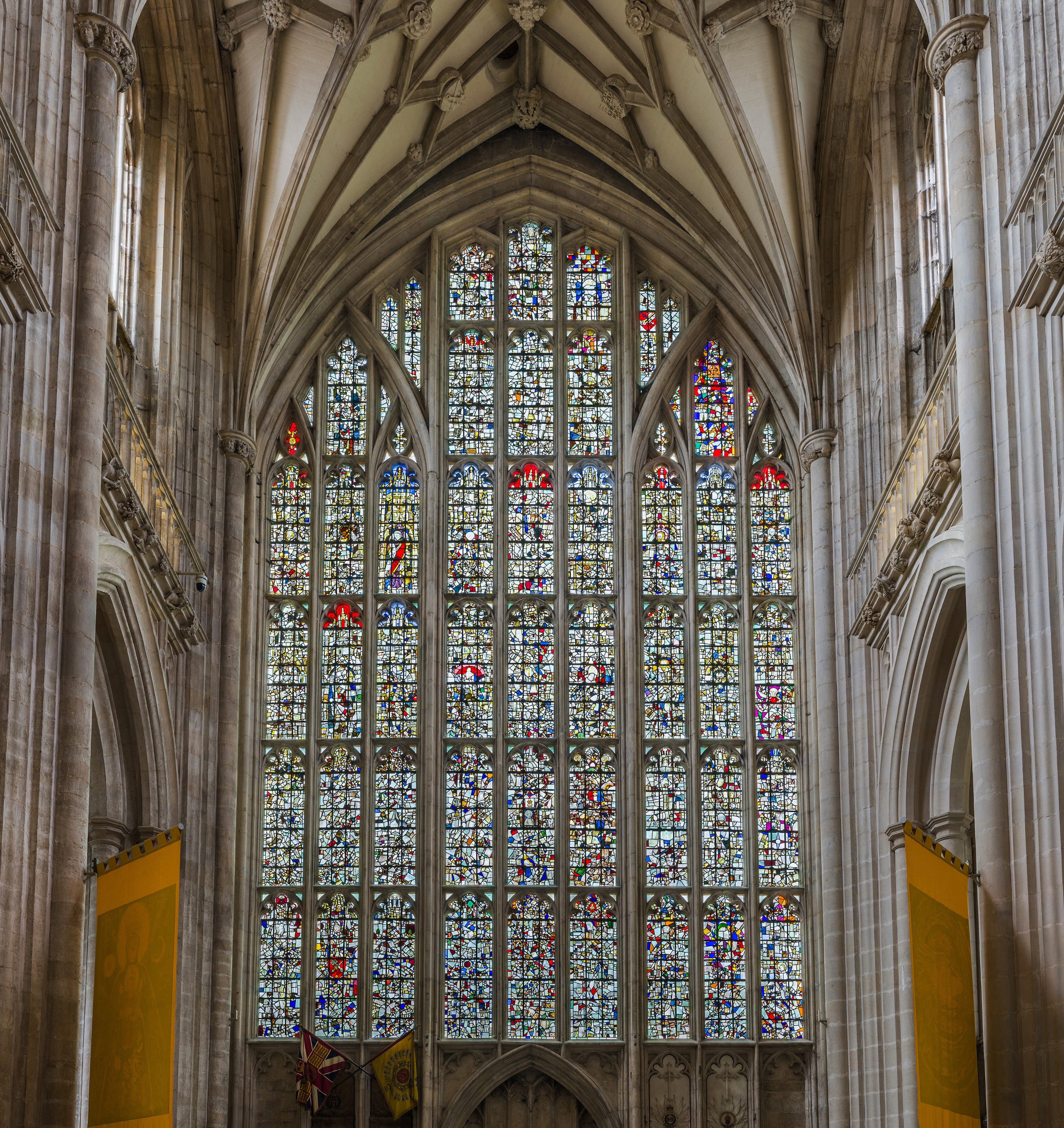
gran ventana occidental con las vidrieras de colores
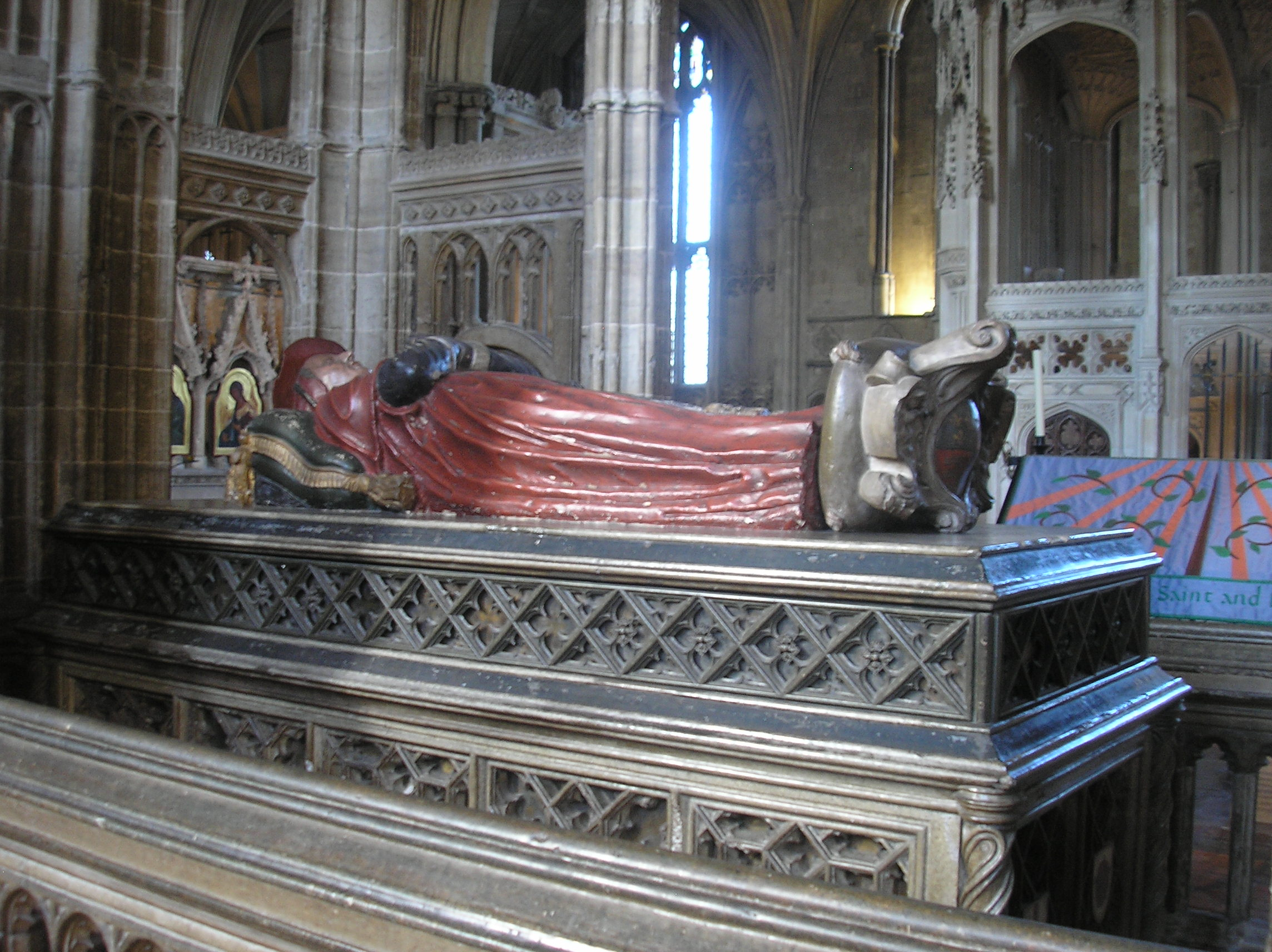
Tumba del cardenal Beaufort
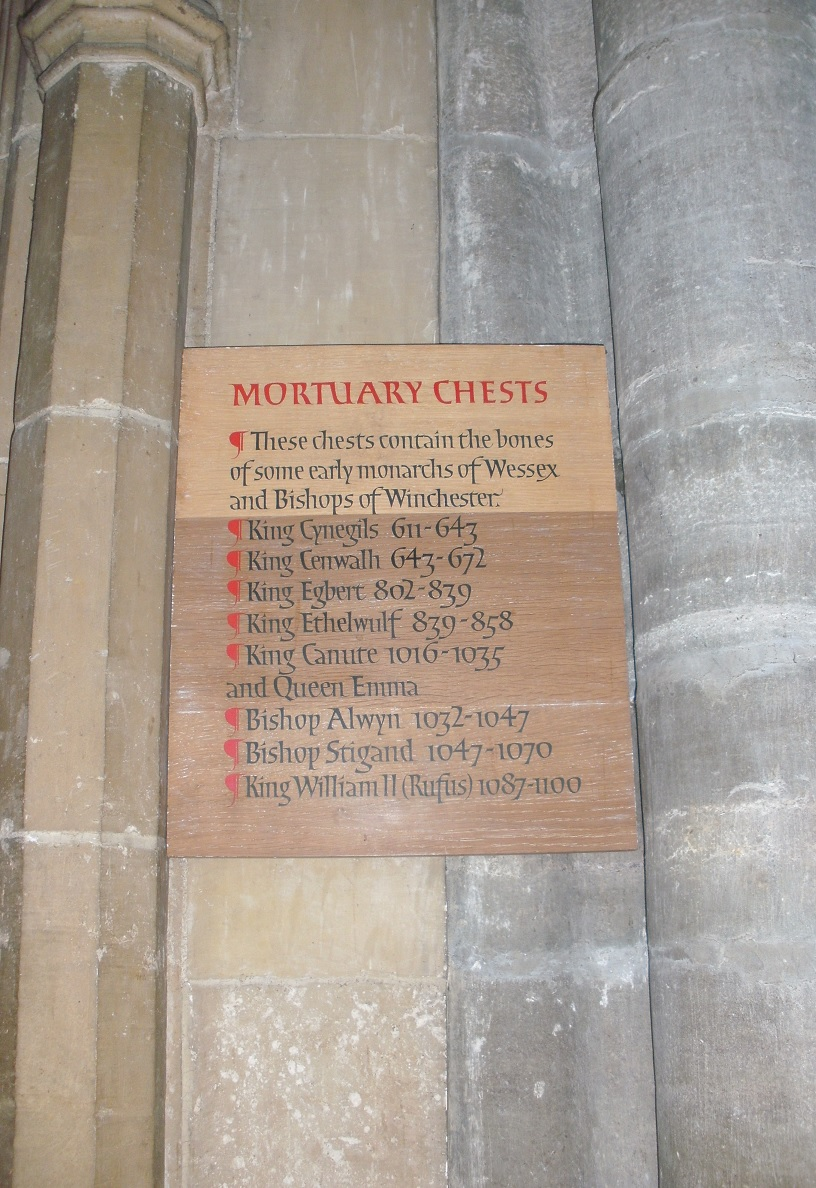
Panel con la lista de cofres mortuorios y su contenido en la catedral de Winchester
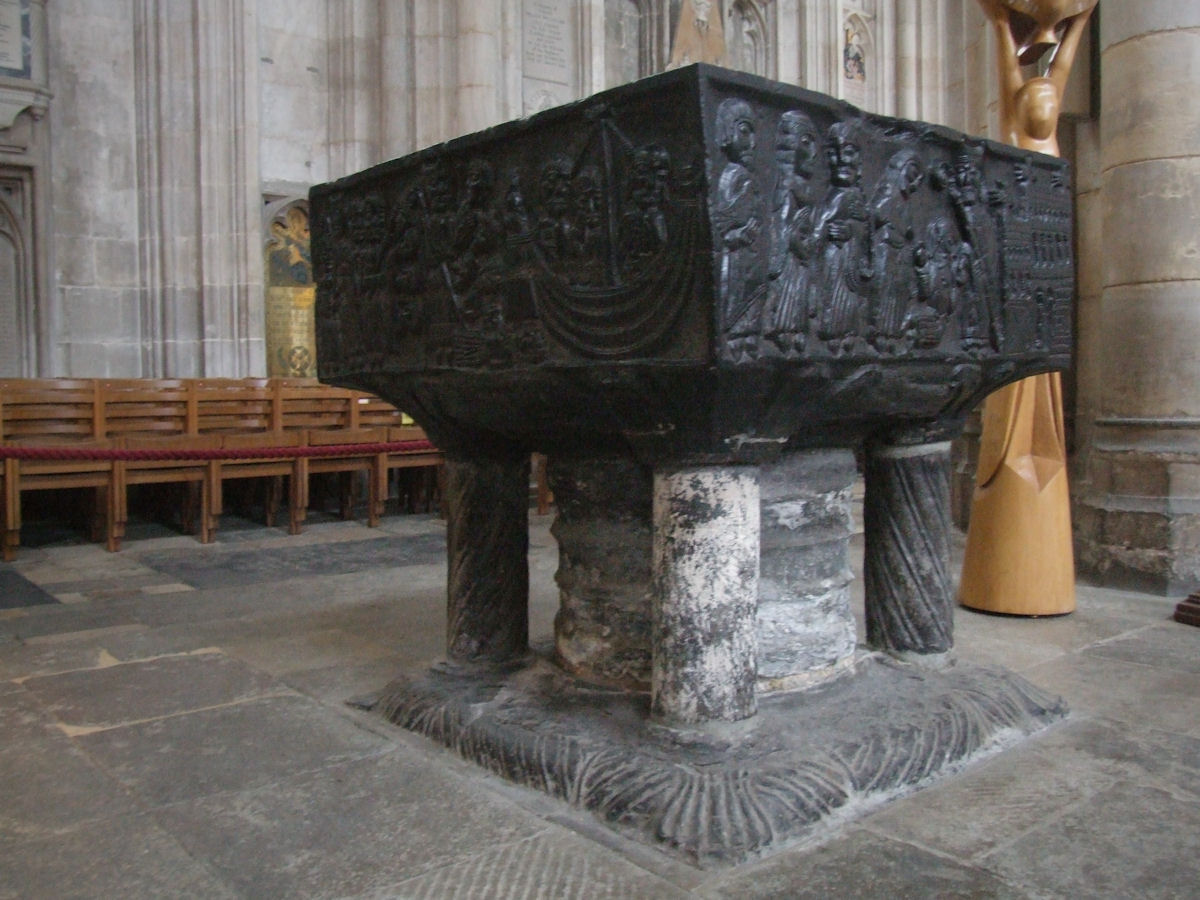
Fuente de Tournai (c. 1160–1170)